# Brachistosternus ochoai
Espèce
Brachistosternus ochoai est une espèce de scorpions de la famille des Bothriuridae.

## Distribution
Cette espèce est endémique de la région d'Atacama au Chili.

## Description
Le mâle holotype mesure 54,73 mm et la femelle paratype 65,78 mm.

## Étymologie
Cette espèce est nommée en l'honneur de José Antonio Ochoa.

## Publication originale
- Ojanguren Affilastro, 2004 : Un nuevo Brachistosternus del norte de Chile (Scorpiones, Bothriuridae). Revista Ibérica de Aracnología, vol. 10, p. 69–74 (texte intégral).